# Lithobates lemosespinali
Lithobates lemosespinali är en groddjursart som först beskrevs av Smith och David Chiszar 2003.  Lithobates lemosespinali ingår i släktet Lithobates och familjen egentliga grodor. IUCN kategoriserar arten globalt som otillräckligt studerad. Inga underarter finns listade i Catalogue of Life.